# Ulrich Willem Frederik van Panhuys (1806-1882)
Jhr. Ulrich Willem Frederik van Panhuys (Groningen, 5 februari 1806 - aldaar, 15 februari 1882) was een Nederlands advocaat, lid van de Provinciale Staten, lid van de Gedeputeerde Staten van Groningen en lid van de Ridderschap der Provincie Groningen.
Ulrich Willem Frederik was lid van de familie Van Panhuys. Hij was een zoon van jhr. Abraham van Panhuys en Berendina Ernestina Harmanna Polman Gruys. Hij trouwde op  22 mei 1830 te Leek (Groningen) met Wendelina Cornera barones von Innhausen und Kniphausen, de zus van borgheer Ferdinand Folef von Innhausen und Kniphausen (1804-1884). In het huwelijk werden de volgende kinderen geboren:
- Johan Æmilius Abraham van Panhuys (1836-1907)
- Ferdinand Scato van Panhuys (1838-1875), trouwde met zijn achternicht jkvr. Marie Cornelia Sophie van Panhuys (1847-1904)
- Willem Frans van Panhuys (1844-1904)
- François Willem Peter Marie van Panhuys (1846-1897).

Na het overlijden van zijn zwager Ferdinand Folef kwam de borg Nienoord in handen van zijn zoon Johan Aemilius Abraham. Ulrich Willem Frederik woonde, voordat Ferdinand Folef borgheer werd, ook op Nienoord, en later weer in de stad Groningen.